# José Fernández Blanco
José Fernández Blanco (Puebla de Sanabria, Zamora, 30 de julio de 1956) es un político español. Ejerce como maestro en su localidad natal, de la que es alcalde desde 1991, siendo igualmente secretario general del PSOE de Zamora y Diputado Provincial en la Diputación Provincial de Zamora desde 1995. En las elecciones a Cortes Generales de 2004 fue elegido como senador por Zamora, siendo el único senador que salió elegido por las listas de la minoría sin encabezar dicha lista. En el Senado de España ocupó el cargo de Viceportavoz del Grupo Socialista en la Comisión de la Sociedad de la Información y del Conocimiento. En las elecciones generales de noviembre de 2011 volvió a salir elegido senador por la provincia de Zamora.
Miembro de la comisión ejecutiva del PSOE de Castilla y León, presentó su dimisión junto a otros 26 integrantes de la ejecutiva en mayo de 2014, forzando la disolución de la dirección que estaba al mando de Julio Villarrubia.